# Зентраеди
Зентраеди су измишљена војничка ванземаљска раса џинова и често главни антагонисти у Макрос серијалима и Роботеку, америчкој адаптацији Макроса.

## Макрос
Зентраеди су створени као ратници Протокултуре, прве цивилизације у галаксији. Када је избио рад са Супервизијском армијом, Зентраеди су ушли у борбу са својом застрашујућом силом ратних бродова и легијама потрошних војника-клонова. Након рата са Супервизијском армијом, Зентраеди су путовали галаксијом у потрази за преживелима члановима Супервизијске армије, све док нису сукобили са људском расом у Првом свемирском рату (2009—2010).
Да би боље контролисала Зентраеде, Протокултура их је обучила ограниченом мешавином вештина које су биле неопходне за дужност војника у зентраедској војсци. Чини си да Зентраеди нису били обучавани да оправљају и одржавају своју опрему, што их је чинило зависним од лако контролисаних свемирских станица и фабрика. Зентраеди су такође били подељени, тако да се мушкарци и жене нису могли мешати, што би могло довести до осећања љубави и природног начина размножавања. Коначно, Зентраедима је био забрањен сваки вид контроле и наређено им је да се клоне планета са развијеним цивилизацијама и културама, опет да би се сузбила свака независна мисао и очувала чврста верност зентраедских снага.
Пад зентраедске ратничке културе је дошао у Првом свемирском рату, када су физички слабији, али духовно јачи Микронци (људи) успели да допру до дубоко закопаних емоција Зентраеда путем својих акција, посебно преко музике и чиновима њубави и нежности.
Неким од Зентраеда су се подвргли технологији микронизација, како би могли да живе са људима. У Макросу 7, Зентраеди су се показали изузетан страх од Протодевилна.

## Роботек
У Роботеку Зентраеди су створени као клонови-робови исто да би били савршени ратници за рачун Господара Роботека. 
Да би их контролисали, Господари Роботека су психолошки ослабили Зентраеде оријентисавши скоро целу популацију само за ратне циљеве. Они нису знали за било шта друго што није било везано за рат; напредне медицинске и технолошке вештине су биле забрањене, што је учинило Зентраеде зависним од свемирских база које су саградили Господари Роботека. Такође, полови су били строго разфвојени да би се смањиле шансе за сексуалну репродукцију која би могла из темеља да промени њихове погледе на свет. Зато је цела популација учена да је сваки вид сексуалне активности одвратан и опасан.
Зентраеди под командом Бритаја су открили своје трагичне корене 2013 (једну годину пре уништења СДФ-1 и Кајронове смрти) и заклели су на непријатељство према својим бившим господарима; зентраедски војници су чинили највећи део Експедиционих Роботек снага.